# Александер, Ханди
Ханди Александер (англ. Khandi Alexander, род. 4 сентября 1957) — американская актриса, хореограф и танцовщица.

## Ранняя жизнь
Ханди Александер родилась в Нью-Йорке и получила образование в Queensborough Community College после чего появилась в нескольких бродвейских мюзиклах. Она была хореографом Уитни Хьюстон в 1988—1992 годах, во время её мирового тура, а также появилась в нескольких фильмах и музыкальных видео.

## Карьера
В начале девяностых Ханди Александер сосредоточилась на карьере актрисы и начала активно появляться в кино и на телевидении. Она снялась в таких фильмах как «СиБи 4: Четвёртый подряд», «Дерево Джошуа», «Угроза обществу», «На что способна любовь», «Поэтичная Джастис», «Шугар Хилл», «Домашняя вечеринка 3» и «Жадность». В 1995 году она получила одну из центральных ролей в комедийном сериале «Новостное радио», где снималась на протяжении четырёх сезонов. В тот же период она начала исполнять роль Джеки Роббинс в популярном телесериале «Скорая помощь». Она также появилась в сериалах «Закон и порядок: Специальный корпус», «Полиция Нью-Йорка» и «Её звали Никита».
Александер сыграла главную роль в криминальном мини-сериале HBO «На углу» в 2000 году, за которую получила множество позитивных отзывов от критиков а также несколько наград. В 2002 году Ханди Александер получила роль коронера Алекс Вудс в телесериале «C.S.I.: Место преступления Майами», где снималась вплоть до ухода из шоу в 2009 году. Между тем она снялась в фильмах «Безупречный план», «Чёрная метка», «Проклятый сезон», «Совершенные незнакомцы» и «Младенец».
В 2010 году Александер получила одну из главных ролей в драматическом телесериале HBO «Тримей». Шоу продолжалось вплоть до конца 2013 года. В 2012 году она была приглашенной звездой в двух эпизодах телесериала «Следствие по телу». В 2013 году Шонда Раймс пригласила Александер на роль матери главной героини в свой сериал «Скандал». Роль принесла ей номинацию на премию «Эмми» в 2015 году. В 2015 году она снялась с Куин Латифа и Мо’Ник в фильме «Бесси».

## Фильмография
| Год       |    | Русское название                    | Оригинальное название             | Роль                      |
| --------- | -- | ----------------------------------- | --------------------------------- | ------------------------- |
| 1985      | ф  | Древнейшая профессия                | Streetwalkin'                     | Стар                      |
| 1985      | ф  | Кордебалет                          | A Chorus Line                     | танцовщица                |
| 1987      | ф  | Горничная на заказ                  | Maid to Order                     | проститутка в тюрьме      |
| 1989      | с  | Другой мир                          | A Different World                 | Тересса Стоун             |
| 1993      | ф  | СиБи 4: Четвёртый подряд            | CB4                               | Сисси                     |
| 1993      | ф  | Дерево Джошуа                       | Joshua Tree                       | Маралена Тёрнер           |
| 1993      | ф  | Угроза обществу                     | Menace II Society                 | Карен Лоусон              |
| 1993      | ф  | На что способна любовь              | What’s Love Got to Do with It     | Дарлин                    |
| 1993      | ф  | Поэтичная Джастис                   | Poetic Justice                    | Симон                     |
| 1994      | ф  | Шугар Хилл                          | Sugar Hill                        | Элла Скуггс               |
| 1994      | ф  | Домашняя вечеринка 3                | House Party 3                     | Джанель                   |
| 1994      | ф  | Жадность                            | Greedy                            | детектив Лора Денсмор     |
| 1995—1998 | с  | Новостное радио                     | NewsRadio                         | Кэтрин Дьюк               |
| 1995—2001 | с  | Скорая помощь                       | ER                                | Джеки Роббинс             |
| 1998      | ф  | Все без ума от Мэри                 | There’s Something About Mary      | Джоани                    |
| 1998      | с  | Её звали Никита                     | La Femme Nikita                   | Терри                     |
| 1999      | ф  | Хитрый вор                          | Thick as Thieves                  | Джанет                    |
| 1999      | с  | Полиция Нью-Йорка                   | NYPD Blue                         | Соня                      |
| 2000      | с  | На углу                             | The Corner                        | Дениз Франсин «Фрэн» Бойд |
| 2000      | с  | Третья смена                        | Third Watch                       | Беверли Сондерс           |
| 2001      | с  | Закон и порядок: Специальный корпус | Law & Order: Special Victims Unit | сержант Карен Смайт       |
| 2002      | ф  | Чёрная метка                        | Emmett’s Mark                     | детектив Мидлстат         |
| 2002      | ф  | Проклятый сезон                     | Dark Blue                         | Джанель Холланд           |
| 2002      | с  | C.S.I.: Место преступления          | CSI: Crime Scene Investigation    | доктор Алекс Вудс         |
| 2002—2009 | с  | C.S.I.: Место преступления Майами   | CSI: Miami                        | доктор Алекс Вудс         |
| 2006      | ф  | Дождь                               | Rain                              | Латиша Арнольд            |
| 2009      | с  | Давай ещё, Тед                      | Better Off Ted                    | Стелла Клифтон            |
| 2010—2013 | с  | Тримей                              | Treme                             | ЛаДонна Батист-Уильямс    |
| 2012      | с  | Следствие по телу                   | Body of Proof                     | Беверли Трэверс           |
| 2013—2018 | с  | Скандал                             | Scandal                           | Майя Поуп                 |
| 2015      | тф | Бесси                               | Bessie                            | Виола Смит                |
| 2016      | ф  | Женщина, роль                       | A Woman, a Part                   | Лесли                     |
| 2016      | ф  | На грани смерти                     | Pushing Dead                      | Дот                       |
| 2016      | ф  | День патриота                       | Patriots Day                      | Вероника                  |
| 2018      | ф  | 451 градус по Фаренгейту            | Fahrenheit 451                    | Тони Моррисон             |
| 2019      | с  | Спецназ                             | SEAL Team                         | Николь Марсден            |
| 2021      | с  | Чем мы заняты в тени                | What We Do in the Shadows         | Кармилла Де Морней        |